# Dušan Ivković
Dušan Ivković, (en serbio: Душан Ивковић; Belgrado, RFS Yugoslavia, 29 de octubre de 1943-Belgrado, 16 de septiembre de 2021) fue un entrenador de baloncesto serbio. Con una dilatada carrera como entrenador, obtuvo numerosos éxitos tanto a nivel de clubes, como de seleccionador de Yugoslavia y Serbia.

## Equipos como entrenador
- 1978-1980 Partizan de Belgrado
- 1980-1982 Aris Salónica
- 1982-1987  Šibenik
- 1987-1990  Vojvodina Novi Sad
- 1991-1994 PAOK Salónica
- 1994-1996 Panionios BC
- 1996-1999 Olympiacos BC
- 1999-2001 AEK Atenas
- 2002-2005 CSKA Moscú
- 2005-2007 Dinamo Moscú
- 2007-2013 Serbia
- 2011-2012 Olympiacos BC
- 2014-2016 Anadolu Efes S.K.

## Palmarés
- Liga de Yugoslavia: 1

Partizan de Belgrado: 1978-79
- Copa de Yugoslavia: 1

Partizan de Belgrado: 1978-79
- Liga de Grecia: 2

PAOK Salónica: 1991-92
Olympiacos BC: 1996-97
- Copa de Grecia: 3

Olympiacos BC: 1996-97
AEK Atenas: 1999-00, 2000-01
- Liga de Rusia: 3

CSKA Moscú: 2002-03, 2003-04, 2004-05
- Copa de Rusia: 1

CSKA Moscú: 2004-05
- Copa Korać: 2

Partizan de Belgrado: 1978-79
PAOK: 1993-94
- Euroliga: 2[3]

Olympiacos BC: 1997, 2012
- Recopa de Europa: 1

AEK Atenas: 1999-00
- ULEB Cup: 1

Dinamo Moscú: 2005-2006